# Dinamo (métro de Moscou)
Ne doit pas être confondu avec Dinamo !.
Dinamo (en russe : Дина́мо) est une station de la ligne Zamoskvoretskaïa (ligne 2 verte) du métro de Moscou. Elle est située dans le raïon Aeroport du district administratif nord de Moscou.
Elle est mise en service en 1938, lors de la création de la ligne 2 du métro.

## Situation sur le réseau
Établie en souterrain, à 40 mètres sous le niveau du sol, la station de passage Dinamo est située au point 51+40,5 de la ligne Zamoskvoretskaïa (ligne 2 verte), entre les stations, Aeroport (en direction de Khovrino) et Belorousskaïa (en direction de Alma-Atinskaïa).

## Histoire
La station Dinamo est mise en service le 11 septembre 1938, lors de l'ouverture à l'exploitation de la section de Sokol à Teatralnaïa qui forme la deuxième ligne du métro de Moscou.
L'ouvrage souterrain est réalisé d'après le projet d'architecte de Yakov Grigorievitch Likhtenberg (Яков Григорьевич Лихтенберг) et Youri Aleksandrovitch Revkovski (Юрий Александрович Ревковский). Le hall d'entrée est dessiné par Dmitri Tchetchouline. Son nom fait référence au Stade Dynamo qui se trouve à proximité.
En 1940, les locaux de la station, enterrés à 60 m de profondeur, ont servi aux expériences menées par les physiciens nucléaires soviétiques Gueorgui Fliorov et Konstantin Petrzhak, qui ont abouti à la découverte de fission spontanée de l’uranium,.

## Services aux voyageurs

### Accès et accueil

Installations
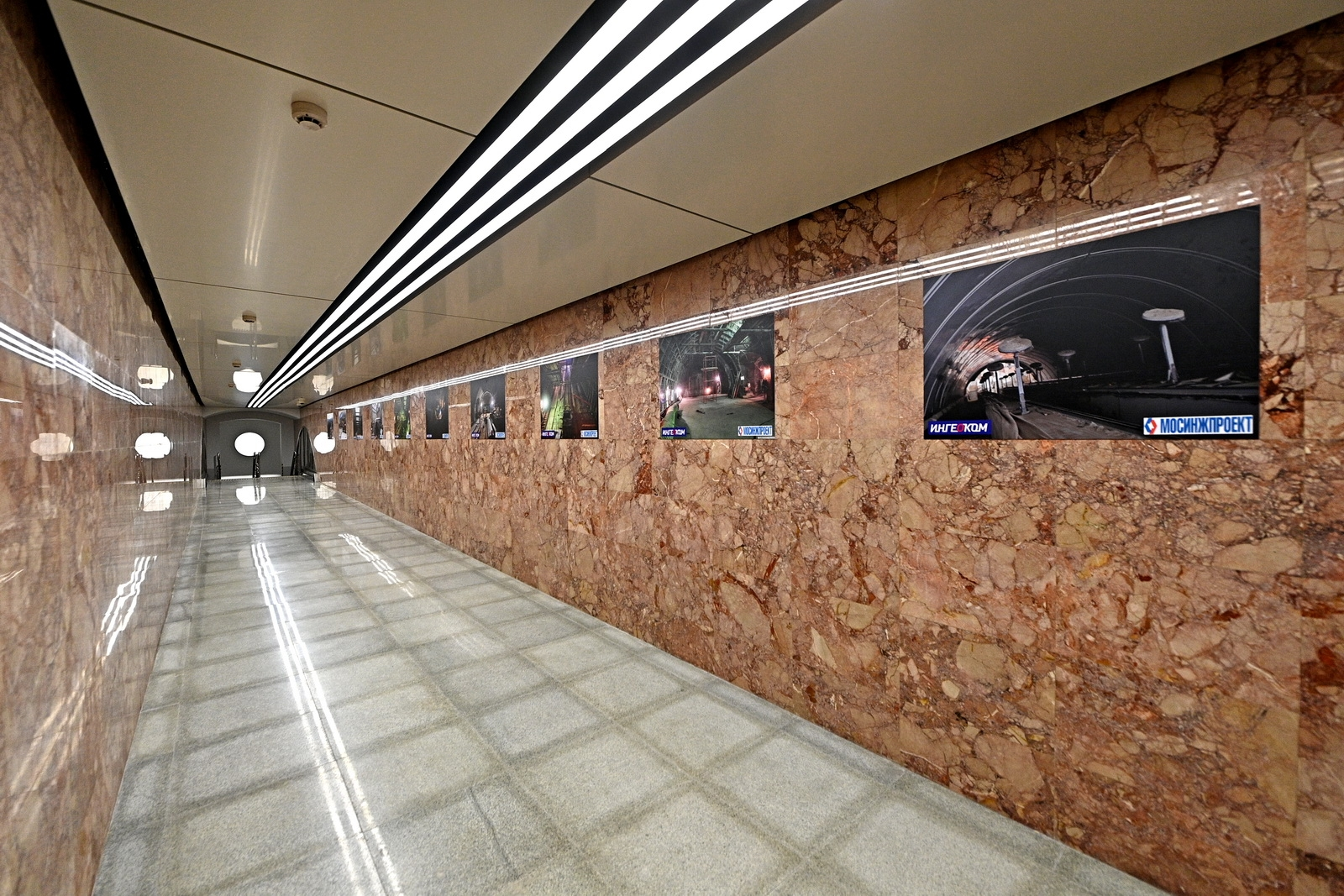
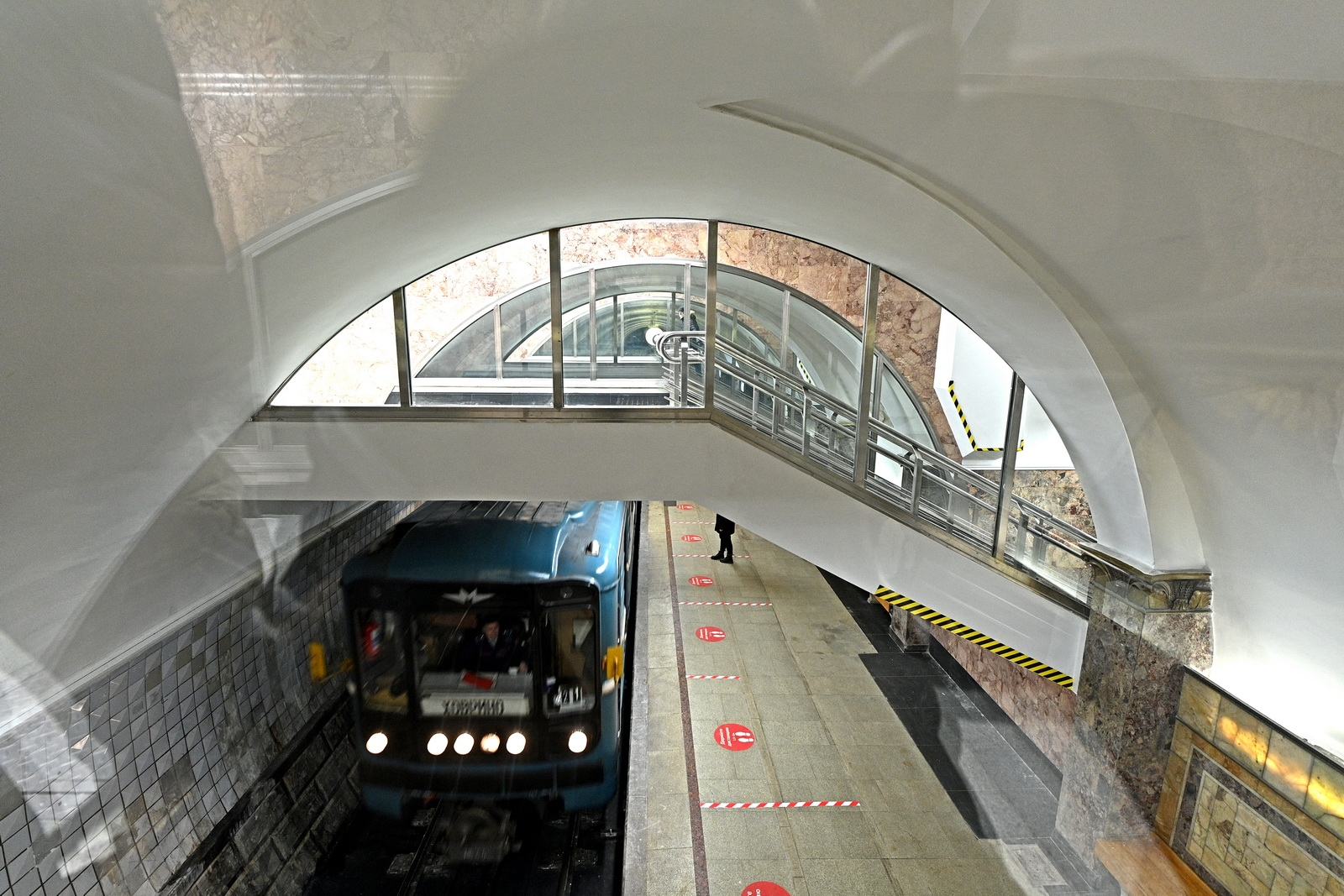
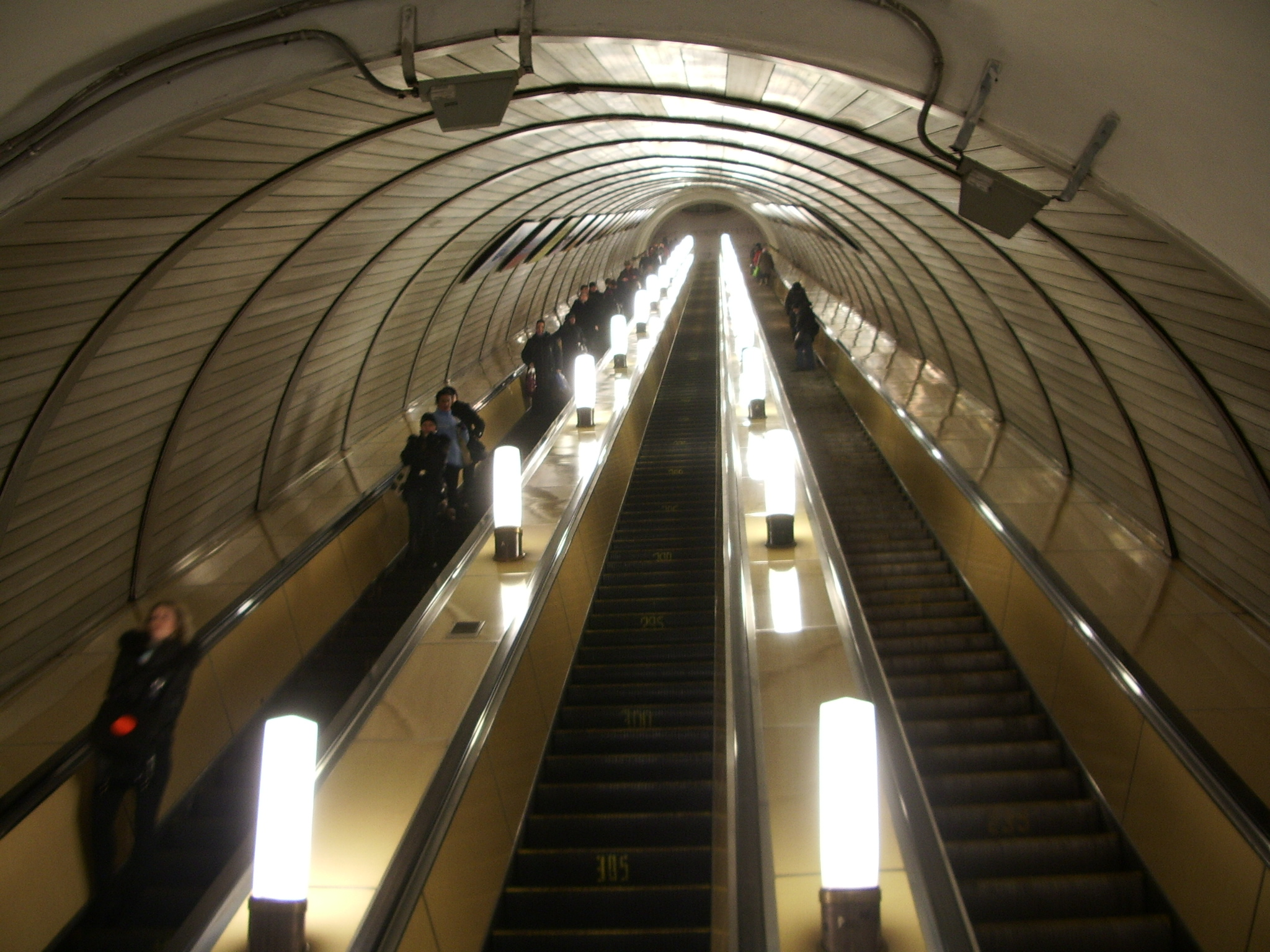

### Desserte
Dinamo est desservie par les rames de la ligne Zamoskvoretskaïa (ligne 2 verte).

Installations
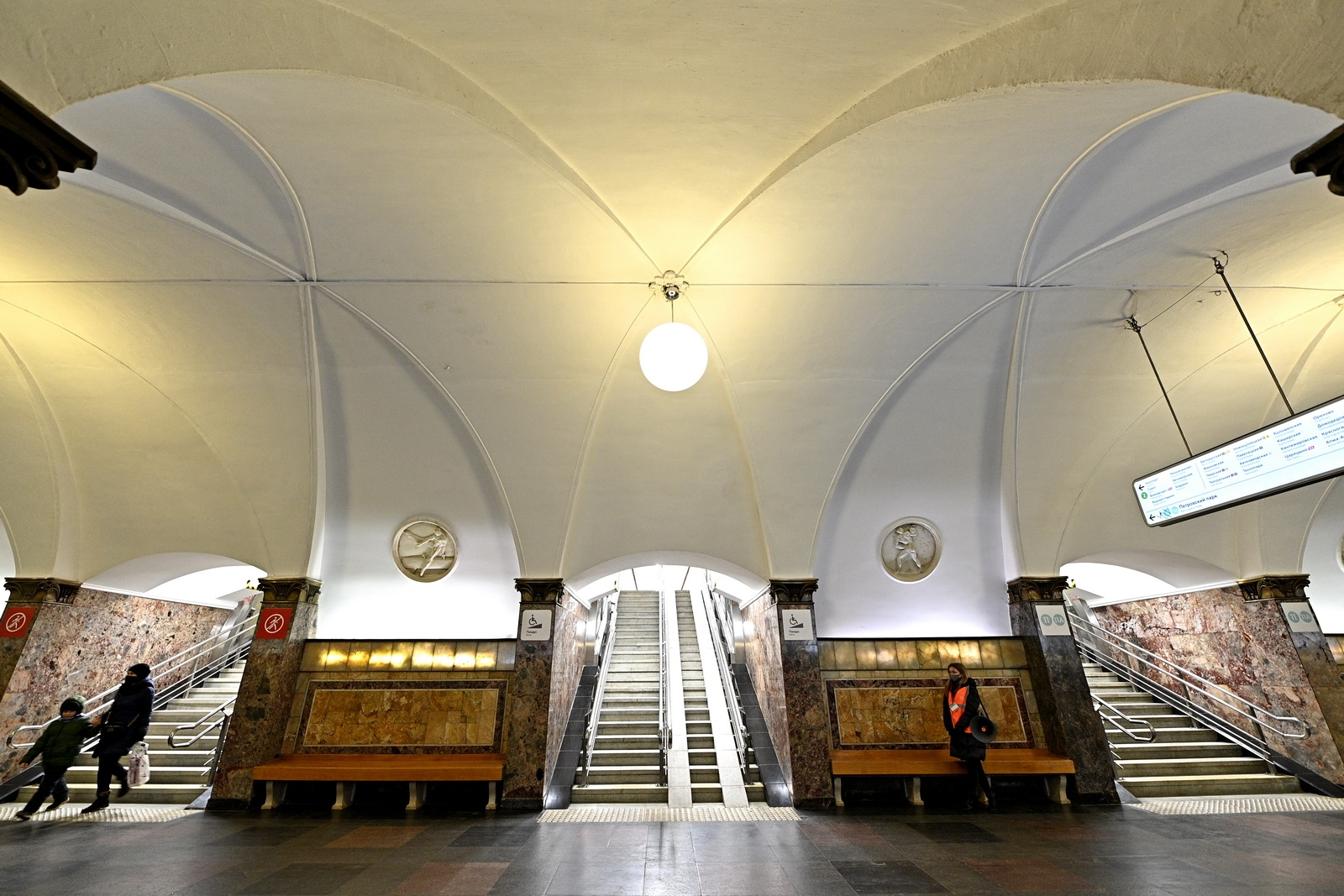
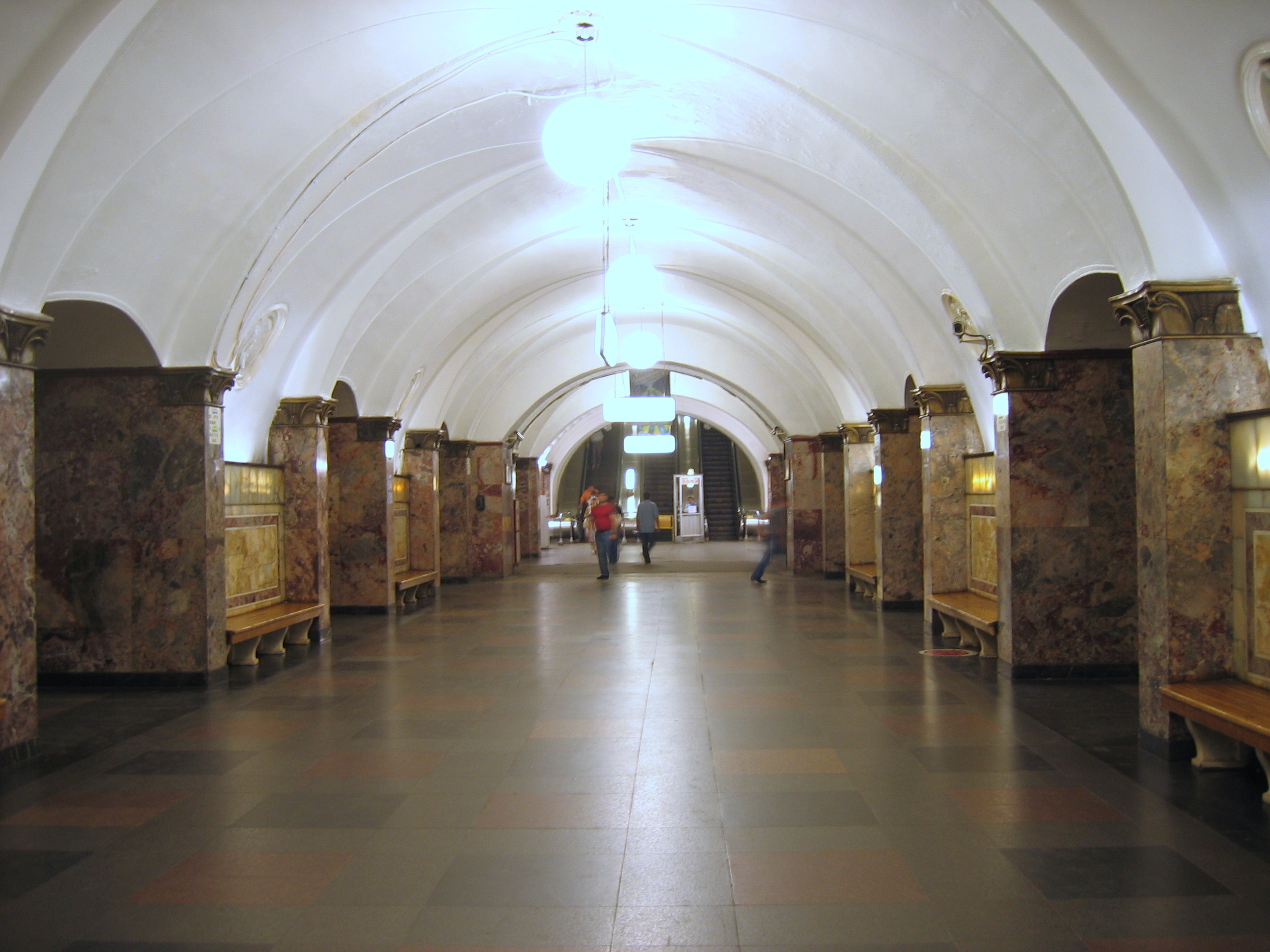
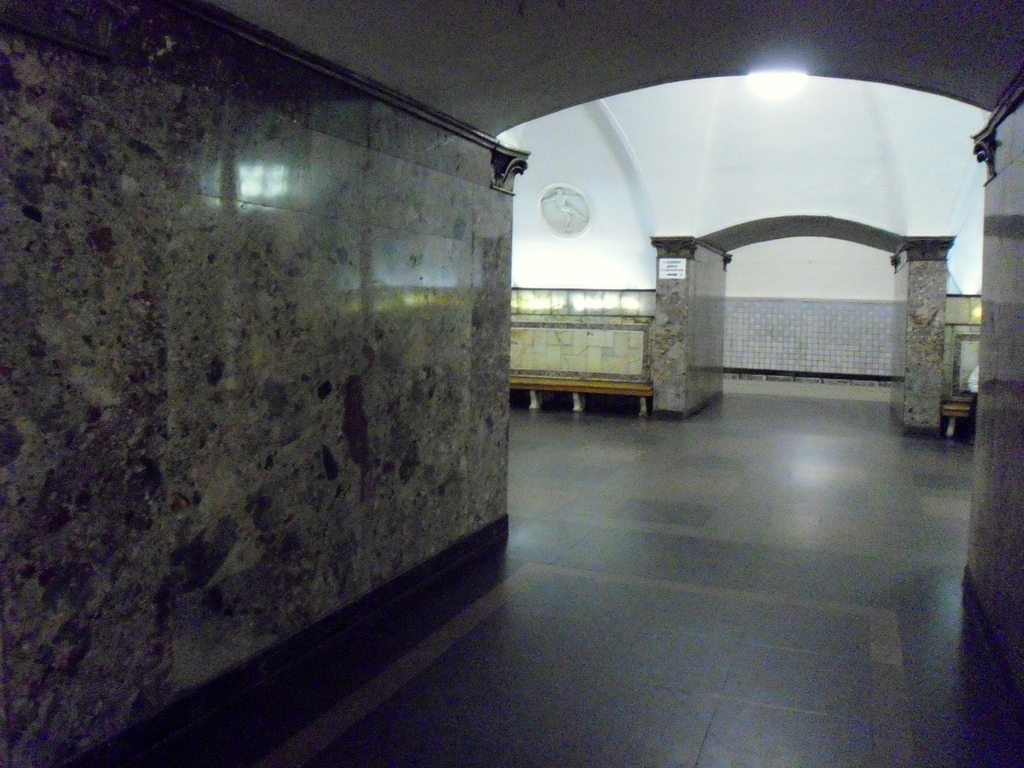